# Jankówka
Jankówka [pronunciación en polaco: /janˈkufka/] es un pueblo ubicado en el distrito administrativo de Gmina Wieliczka, dentro del Condado de Wieliczka, Voivodato de Pequeña Polonia, en Polonia del sur. Se encuentra aproximadamente a 7 kilómetros al sur de Wieliczka y a 18 kilómetros al sureste de la capital regional Cracovia.
El pueblo tiene una población de 340 habitantes.